# Třemošná (Brdská vrchovina)
Třemošná (dříve též Třebušná či Velká Třemošná) je vrch v Brdech nad městem Příbram. Nad okolní terén vystupuje jako protáhlý hřbet se strmými bočními svahy, který se od severovýchodu jeví jako špičatá homole. Třemošná je významnou krajinnou dominantou okresu Příbram. Vlastní hřbet je tvořen několika vrcholy: Malá Třemošná (703 m), hlavní vrchol Třemošná (780 m), Ohrádka (748 m) a Malá Ohrádka (735 m). Většinou je porostlý smrkovým lesem, na několika místech se zachovaly původní bučiny.
Patrně právě proto, že se jedná o mimořádně výraznou horu, která je dominantou širokého okolí, byl podle ní také nazván celý okrsek Brd - Třemošenská vrchovina, který v podstatě zahrnuje celou nejvyšší část Brdské vrchoviny (a prakticky se až na výjimky také kryje s územím Chráněné krajinné oblasti Brdy).

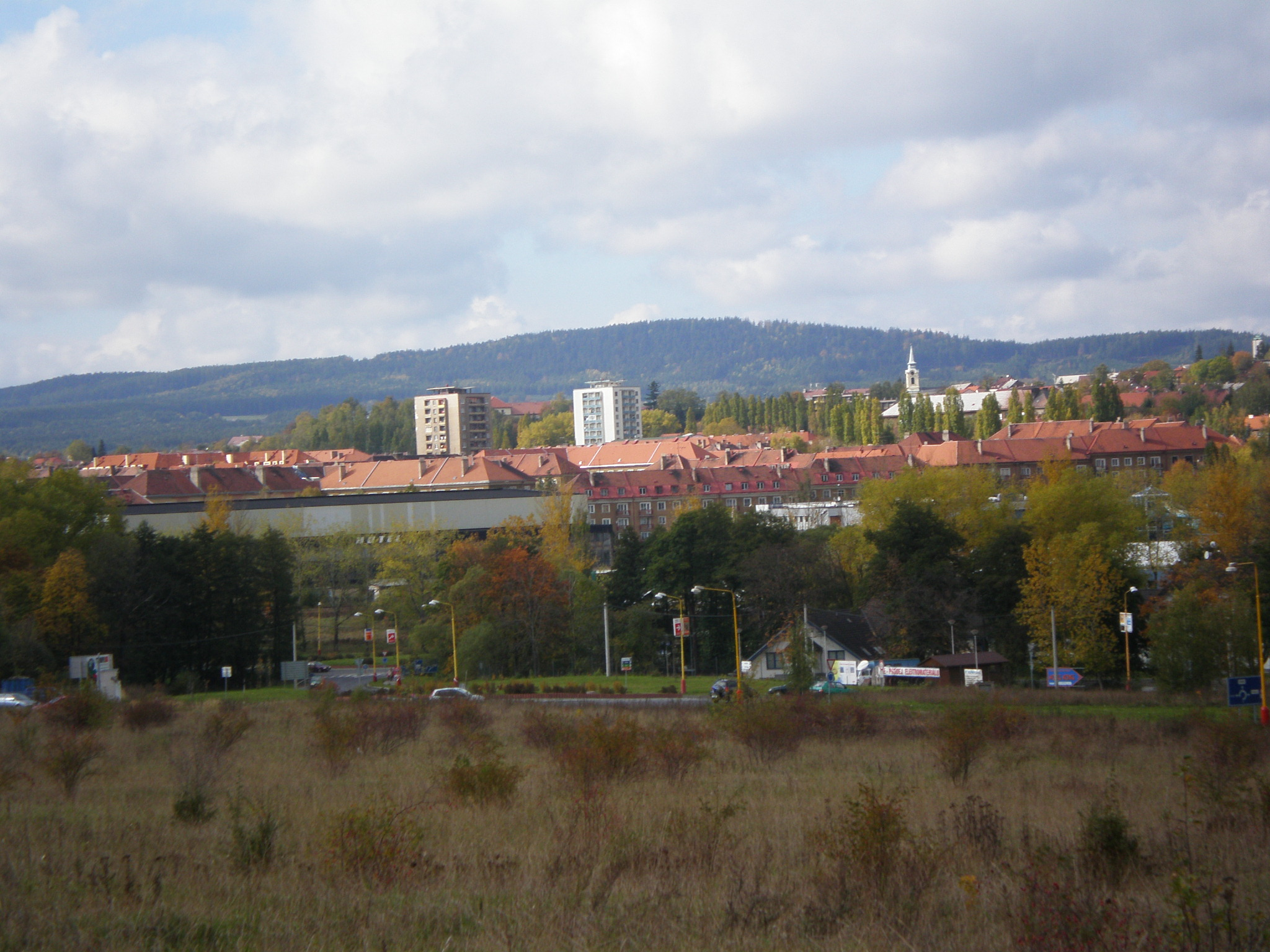
Pohled na Třemošnou od Příbrami
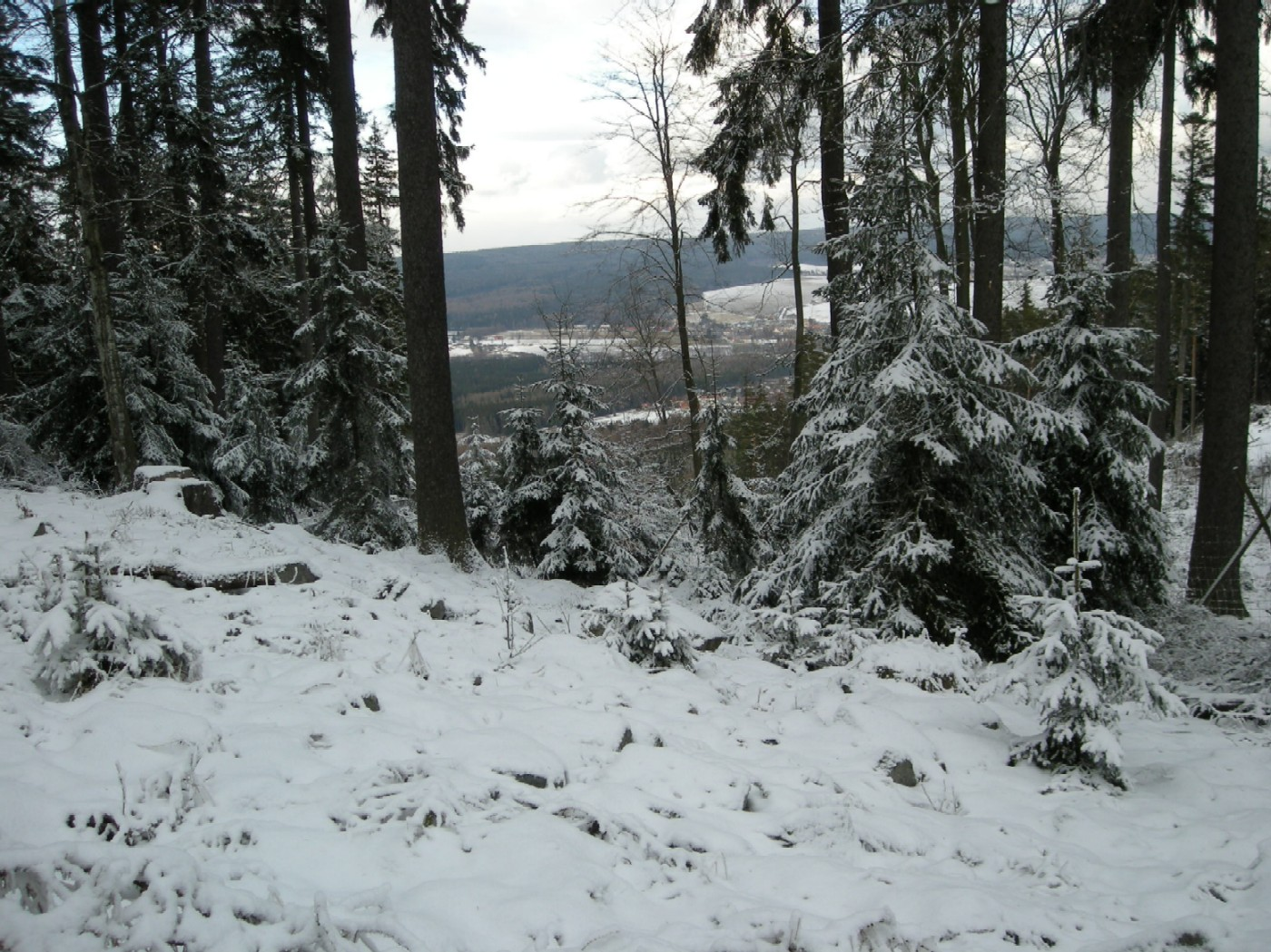
Pohled z Třemošné k Obecnici
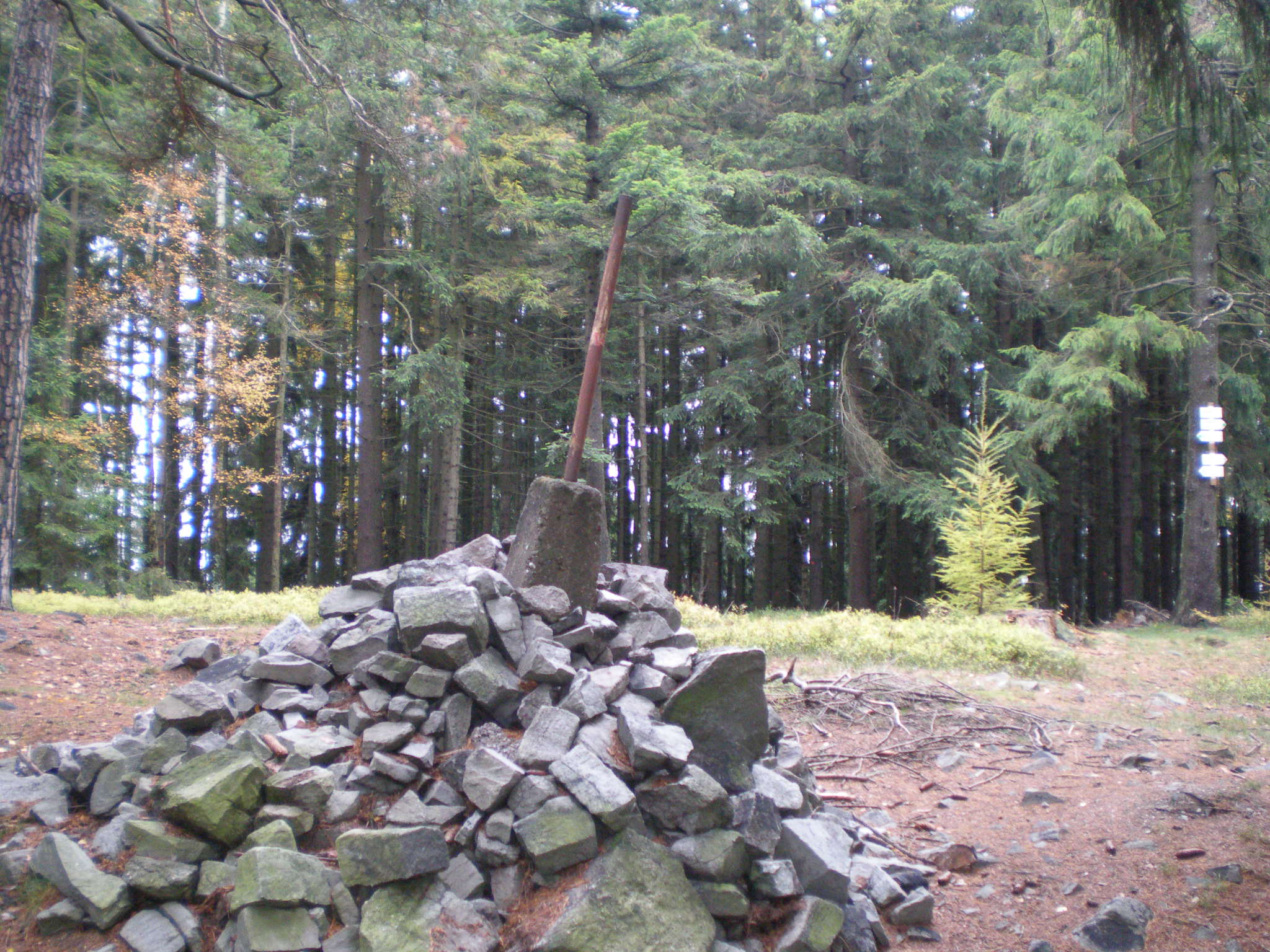
Vrchol kopce
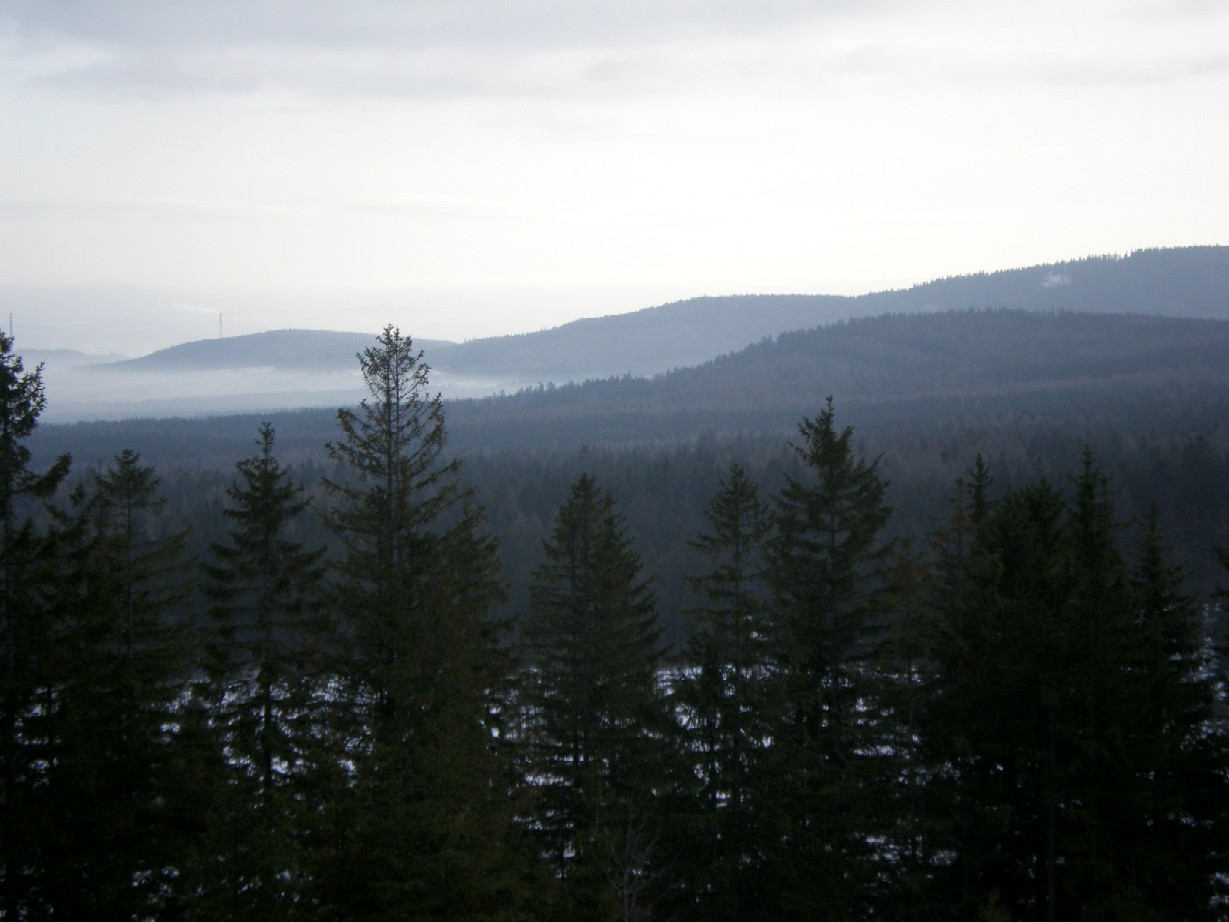
Třemošná, Malá Třemošná a Dubová hora
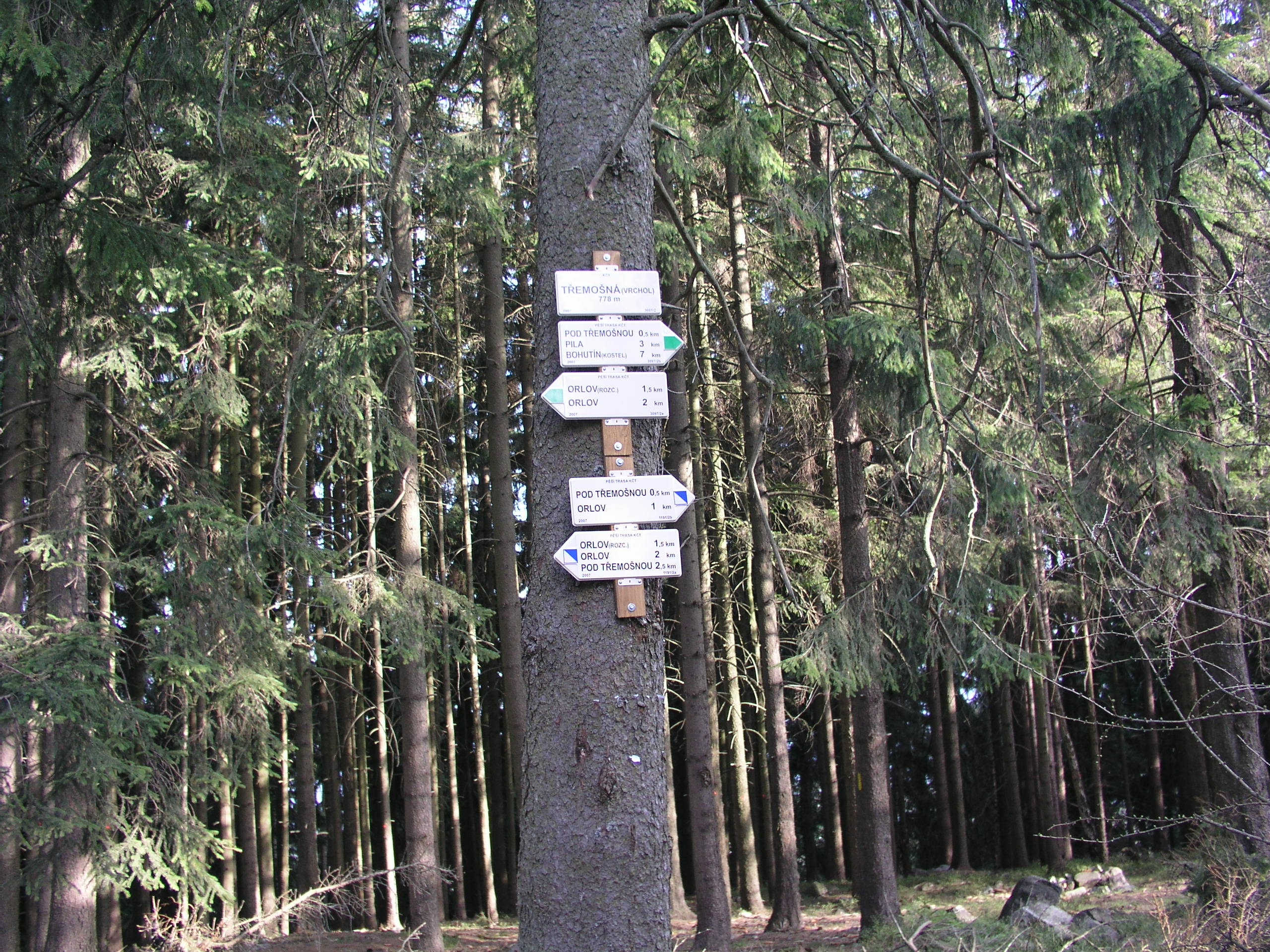
rozcestník na vrcholu Třemošná

## Skalní útvar Kazatelna
Mezi Třemošnou a Malou Třemošnou se nachází slepencový skalní útvar Kazatelna. Tento skalní výchoz vznikl v chladných obdobích Pleistocénu mrazovým zvětráváním. V geomorfologii je označován jako mrazový srub. Ve svahu pod skaliskem se nachází rozsáhlé suťové pole (kamenné moře). Z Kazatelny je daleký rozhled na Příbram a okolí, za dobré viditelnosti odtud lze spatřit Šumavu, Novohradské hory a chladicí věže Temelína.

## Přístup
Třemošná se nachází v CHKO Brdy. Vrchol je přístupný po modré turistické značce z Obecnice (přes Oseč). Vrchol Ohrádka je přístupný po zelené značce vedoucí z Příbrami (přes Orlov) na vrchol Tok. Tradičního novoročního výstupu na Třemošnou se pravidelně zúčastňují desítky turistů z Příbrami a okolí.